# Pishchana Petrivka
Pishchana Petrivka (en ucraniano: Піщана Петрівка) es un pueblo ucraniano perteneciente al óblast de Odesa. Situado en el suroeste del país, es parte del raión de Berezivka y parte del municipio (hromada) de Chernove.

## Toponimia
El nombre del asentamiento en ruso es Peschanaya Petrovka (en ruso: Песчаная Петровка).

## Demografía
La evolución de la población de Pishchana Petrivka entre 1989 y 2001 fue la siguiente:
| 192                                                           | 145 |
| (Fuente: Cities & Towns of Ukraine y UKRAINE: Größere Städte) |     |

Según el censo de 2001, la lengua materna de la mayoría de los habitantes, el 92,16%, es el ucraniano; del 4,58% es el rumano; y del 3,27%, el ruso.